# Швечково
Швечково — деревня в Можайском районе Московской области в составе сельского поселения Дровнинское. Численность постоянного населения по Всероссийской переписи 2010 года — 15 человек. До 2006 года Швечково входило в состав Дровнинского сельского округа.
Деревня расположена на западе района, примерно в 3,5 км к северо-западу от Уваровки, на ручье Сосновский (бассейн реки Лусянка), высота центра над уровнем моря 246 м. Ближайшие населённые пункты — Вёшки на северо-западе и Шейново на северо-востоке.